# Liste der denkmalgeschützten Objekte in Košice I-Staré Mesto (Košice)/Stredné Mesto (A–G)
Die Liste der denkmalgeschützten Objekte in Košice I-Staré Mesto (Košice)/Stredné Mesto (A–G) enthält 79 nach slowakischen Denkmalschutzvorschriften geschützten Objekte im Stadtteil Staré Mesto der Stadt Košice der Straßen mit dem Anfangsbuchstaben A–G.

## Denkmäler
| Foto |                 | Denkmal / č. ÚZPF                                          | Standort / Konskr. Nr.                                             | Offizielle Beschreibung                      | Beschreibung                                         | Metadaten                                                      |
| ---- | --------------- | ---------------------------------------------------------- | ------------------------------------------------------------------ | -------------------------------------------- | ---------------------------------------------------- | -------------------------------------------------------------- |
| ja   | Datei hochladen | Bürgerhaus(sk) ObjektID: 802-1197/0                        | Alžbetina ul. 3 Standort KG: Stredné Mesto Konskr.Nr.: 691         | radový                                       | Reihenhaus                                           | č. NKP: 802-1197/0 Stand des NKP: Name: DOM MEŠTIANSKY         |
| ja   | Datei hochladen | Bürgerhaus(sk) ObjektID: 802-3571/0                        | Alžbetina ul. 4 Standort KG: Stredné Mesto Konskr.Nr.: 689         | priechodový,radový                           | Reihenhaus, Passage                                  | č. NKP: 802-3571/0 Stand des NKP: Name: DOM MEŠTIANSKY         |
| ja   | Datei hochladen | Bürgerhaus(sk) ObjektID: 802-3572/0                        | Alžbetina ul. 5 Standort KG: Stredné Mesto Konskr.Nr.: 692         | priechodový,radový                           | Reihenhaus, Passage                                  | č. NKP: 802-3572/0 Stand des NKP: Name: DOM MEŠTIANSKY         |
| ja   | Datei hochladen | Bürgerhaus(sk) ObjektID: 802-1198/1                        | Alžbetina ul. 6 Standort KG: Stredné Mesto Konskr.Nr.: 685         | priechodový,radový                           | Reihenhaus, Passage                                  | č. NKP: 802-1198/1 Stand des NKP: Name: DOM MEŠTIANSKY I.      |
| ja   | Datei hochladen | Bürgerhaus(sk) ObjektID: 802-1199/0                        | Alžbetina ul. 7 Standort KG: Stredné Mesto Konskr.Nr.: 693         | priechodový,radový                           | Reihenhaus, Passage                                  | č. NKP: 802-1199/0 Stand des NKP: Name: DOM MEŠTIANSKY         |
| ja   | Datei hochladen | Bürgerhaus(sk) ObjektID: 802-1198/2                        | Alžbetina ul. 8 Standort KG: Stredné Mesto Konskr.Nr.: 685         | priechodový,radový                           | Reihenhaus, Passage                                  | č. NKP: 802-1198/2 Stand des NKP: Name: DOM MEŠTIANSKY II.     |
| ja   | Datei hochladen | Bürgerhaus(sk) ObjektID: 802-1200/0                        | Alžbetina ul. 9 Standort KG: Stredné Mesto Konskr.Nr.: 694         | radový                                       | Reihenhaus                                           | č. NKP: 802-1200/0 Stand des NKP: Name: DOM MEŠTIANSKY         |
| ja   | Datei hochladen | Bürgerhaus(sk) ObjektID: 802-3574/0                        | Alžbetina ul. 10 Standort KG: Stredné Mesto Konskr.Nr.: 415        | prejazdový,radový+nárožný                    | Eck-Reihenhaus, Passage                              | č. NKP: 802-3574/0 Stand des NKP: Name: DOM MEŠTIANSKY         |
| ja   | Datei hochladen | Bürgerhaus(sk) ObjektID: 802-1201/0                        | Alžbetina ul. 11 Standort KG: Stredné Mesto Konskr.Nr.: 695        | priechodový,radový                           | Reihenhaus, Passage                                  | č. NKP: 802-1201/0 Stand des NKP: Name: DOM MEŠTIANSKY         |
| ja   | Datei hochladen | Bürgerhaus(sk) ObjektID: 802-3575/0                        | Alžbetina ul. 12 Standort KG: Stredné Mesto Konskr.Nr.: 684,683    | radový                                       | Reihenhaus                                           | č. NKP: 802-3575/0 Stand des NKP: Name: DOM MEŠTIANSKY         |
| ja   | Datei hochladen | Bürgerhaus(sk) ObjektID: 802-1202/0                        | Alžbetina ul. 13 Standort KG: Stredné Mesto Konskr.Nr.: 602        | prejazdový,radový                            | Reihenhaus, Passage                                  | č. NKP: 802-1202/0 Stand des NKP: Name: DOM MEŠTIANSKY         |
| ja   | Datei hochladen | Stadtpalais(sk) ObjektID: 802-3576/0                       | Alžbetina ul. 14 Standort KG: Stredné Mesto Konskr.Nr.: 679        | radový; Zichyho palác, Péchyho palác         | Reihenhaus, Palast Zichy, Péchy                      | č. NKP: 802-3576/0 Stand des NKP: Name: PALÁC MESTSKÝ          |
| ja   | Datei hochladen | Bürgerhaus(sk) ObjektID: 802-1203/0                        | Alžbetina ul. 15 Standort KG: Stredné Mesto Konskr.Nr.: 603        | priechodový,radový; dom s pavlačou           | Reihenhaus, Passage, Haus mit Galerie                | č. NKP: 802-1203/0 Stand des NKP: Name: DOM MEŠTIANSKY         |
| ja   | Datei hochladen | Bürgerhaus(sk) ObjektID: 802-3577/0                        | Alžbetina ul. 16 Standort KG: Stredné Mesto Konskr.Nr.: 677-678    | radový                                       | Reihenhaus                                           | č. NKP: 802-3577/0 Stand des NKP: Name: DOM MEŠTIANSKY         |
| ja   | Datei hochladen | Bürgerhaus(sk) ObjektID: 802-1204/0                        | Alžbetina ul. 17 Standort KG: Stredné Mesto Konskr.Nr.: 605        | priechodový,radový                           | Reihenhaus, Passage                                  | č. NKP: 802-1204/0 Stand des NKP: Name: DOM MEŠTIANSKY         |
| ja   | Datei hochladen | Bürgerhaus(sk) ObjektID: 802-3578/0                        | Alžbetina ul. 18 Standort KG: Stredné Mesto Konskr.Nr.: 674        | radový,prejazdový                            | Reihenhaus, Passage                                  | č. NKP: 802-3578/0 Stand des NKP: Name: DOM MEŠTIANSKY         |
| ja   | Datei hochladen | Bürgerhaus(sk) ObjektID: 802-3579/0                        | Alžbetina ul. 19 Standort KG: Stredné Mesto Konskr.Nr.: 607        | prejazdový,radový                            | Reihenhaus, Passage                                  | č. NKP: 802-3579/0 Stand des NKP: Name: DOM MEŠTIANSKY         |
| ja   | Datei hochladen | Bürgerhaus(sk) ObjektID: 802-3580/0                        | Alžbetina ul. 20 Standort KG: Stredné Mesto Konskr.Nr.: 672        | priechodový,radový                           | Reihenhaus, Passage                                  | č. NKP: 802-3580/0 Stand des NKP: Name: DOM MEŠTIANSKY         |
| ja   | Datei hochladen | Bürgerhaus(sk) ObjektID: 802-1205/0                        | Alžbetina ul. 21 Standort KG: Stredné Mesto Konskr.Nr.: 608        | prejazdový,radový                            | Reihenhaus, Passage                                  | č. NKP: 802-1205/0 Stand des NKP: Name: DOM MEŠTIANSKY         |
| ja   | Datei hochladen | Bürgerhaus(sk) ObjektID: 802-1206/0                        | Alžbetina ul. 22 Standort KG: Stredné Mesto Konskr.Nr.: 670        | prejazdový,radový; Aranyossyovský dom        | Reihenhaus, Passage, Haus Aranyossy                  | č. NKP: 802-1206/0 Stand des NKP: Name: DOM MEŠTIANSKY         |
| ja   | Datei hochladen | Bürgerhaus(sk) ObjektID: 802-1207/0                        | Alžbetina ul. 23 Standort KG: Stredné Mesto Konskr.Nr.: 609-610    | prejazdový,radový                            | Reihenhaus, Passage                                  | č. NKP: 802-1207/0 Stand des NKP: Name: DOM MEŠTIANSKY         |
| ja   | Datei hochladen | Bürgerhaus(sk) ObjektID: 802-1208/0                        | Alžbetina ul. 24 Standort KG: Stredné Mesto Konskr.Nr.: 668        | prejazdový,radový                            | Reihenhaus, Passage                                  | č. NKP: 802-1208/0 Stand des NKP: Name: DOM MEŠTIANSKY         |
| ja   | Datei hochladen | Bürgerhaus(sk) ObjektID: 802-3581/0                        | Alžbetina ul. 25 Standort KG: Stredné Mesto Konskr.Nr.: 611        | prejazdový,radový                            | Reihenhaus, Passage                                  | č. NKP: 802-3581/0 Stand des NKP: Name: DOM MEŠTIANSKY         |
| ja   | Datei hochladen | Bürgerhaus(sk) ObjektID: 802-3582/0                        | Alžbetina ul. 26 Standort KG: Stredné Mesto Konskr.Nr.: 667        |                                              |                                                      | č. NKP: 802-3582/0 Stand des NKP: Name: DOM MEŠTIANSKY         |
| ja   | Datei hochladen | Bürgerhaus(sk) ObjektID: 802-1209/0                        | Alžbetina ul. 27 Standort KG: Stredné Mesto Konskr.Nr.: 612        | prejazdový,radový                            | Reihenhaus, Passage                                  | č. NKP: 802-1209/0 Stand des NKP: Name: DOM MEŠTIANSKY         |
| ja   | Datei hochladen | Bürgerhaus(sk) ObjektID: 802-3583/0                        | Alžbetina ul. 28 Standort KG: Stredné Mesto Konskr.Nr.: 666        | radový                                       | Reihenhaus                                           | č. NKP: 802-3583/0 Stand des NKP: Name: DOM MEŠTIANSKY         |
| ja   | Datei hochladen | Bürgerhaus(sk) ObjektID: 802-1210/0                        | Alžbetina ul. 29 Standort KG: Stredné Mesto Konskr.Nr.: 613        | prejazdový,radový                            | Reihenhaus, Passage                                  | č. NKP: 802-1210/0 Stand des NKP: Name: DOM MEŠTIANSKY         |
| ja   | Datei hochladen | Bürgerhaus(sk) ObjektID: 802-3584/0                        | Alžbetina ul. 30 Standort KG: Stredné Mesto Konskr.Nr.: 665        | prejazdový,radový                            | Reihenhaus, Passage                                  | č. NKP: 802-3584/0 Stand des NKP: Name: DOM MEŠTIANSKY         |
| ja   | Datei hochladen | Bürgerhaus(sk) ObjektID: 802-3585/0                        | Alžbetina ul. 31 Standort KG: Stredné Mesto Konskr.Nr.: 615-616    | prejazdový,radový                            | Reihenhaus, Passage                                  | č. NKP: 802-3585/0 Stand des NKP: Name: DOM MEŠTIANSKY         |
| ja   | Datei hochladen | Bürgerhaus(sk) ObjektID: 802-3586/0                        | Alžbetina ul. 32 Standort KG: Stredné Mesto Konskr.Nr.: 663        | priechodový,radový                           | Reihenhaus, Passage                                  | č. NKP: 802-3586/0 Stand des NKP: Name: DOM MEŠTIANSKY         |
| ja   | Datei hochladen | Bürgerhaus(sk) ObjektID: 802-1211/0                        | Alžbetina ul. 33 Standort KG: Stredné Mesto Konskr.Nr.: 617        | prejazdový,radový                            | Reihenhaus, Passage                                  | č. NKP: 802-1211/0 Stand des NKP: Name: DOM MEŠTIANSKY         |
| ja   | Datei hochladen | Bürgerhaus(sk) ObjektID: 802-3587/0                        | Alžbetina ul. 34 Standort KG: Stredné Mesto Konskr.Nr.: 662        | priechodový,radový                           | Reihenhaus, Passage                                  | č. NKP: 802-3587/0 Stand des NKP: Name: DOM MEŠTIANSKY         |
| ja   | Datei hochladen | Bürgerhaus(sk) ObjektID: 802-3588/0                        | Alžbetina ul. 35 Standort KG: Stredné Mesto Konskr.Nr.: 619        | radový,prejazdový                            | Reihenhaus, Passage                                  | č. NKP: 802-3588/0 Stand des NKP: Name: DOM MEŠTIANSKY         |
| ja   | Datei hochladen | Bürgerhaus(sk) ObjektID: 802-1212/0                        | Alžbetina ul. 37 Standort KG: Stredné Mesto Konskr.Nr.: 622-624    | radový                                       | Reihenhaus                                           | č. NKP: 802-1212/0 Stand des NKP: Name: DOM MEŠTIANSKY         |
| ja   | Datei hochladen | Wohnhaus(sk) ObjektID: 802-3589/0                          | Alžbetina ul. 38 Standort KG: Stredné Mesto Konskr.Nr.: 734        | pavlačový,nárožný; bábkové divadlo Jorik     | Eckhaus, Puppentheater Jorik                         | č. NKP: 802-3589/0 Stand des NKP: Name: DOM BYTOVÝ             |
| ja   | Datei hochladen | Bürgerhaus(sk) ObjektID: 802-1213/0                        | Alžbetina ul. 39 Standort KG: Stredné Mesto Konskr.Nr.: 625-627    | prejazdový,radový                            | Reihenhaus, Passage                                  | č. NKP: 802-1213/0 Stand des NKP: Name: DOM MEŠTIANSKY         |
| ja   | Datei hochladen | Bürgerhaus(sk) ObjektID: 802-3590/0                        | Alžbetina ul. 40 Standort KG: Stredné Mesto Konskr.Nr.: 659        | nárožný,schodiskový                          | Eckhaus                                              | č. NKP: 802-3590/0 Stand des NKP: Name: DOM MEŠTIANSKY         |
| ja   | Datei hochladen | Bürgerhaus(sk) ObjektID: 802-3591/0                        | Alžbetina ul. 41 Standort KG: Stredné Mesto Konskr.Nr.: 629        | priechodový,radový                           | Reihenhaus, Passage                                  | č. NKP: 802-3591/0 Stand des NKP: Name: DOM MEŠTIANSKY         |
| ja   | Datei hochladen | Bürgerhaus(sk) ObjektID: 802-1214/0                        | Alžbetina ul. 43 Standort KG: Stredné Mesto Konskr.Nr.: 630        | priechodový,radový                           | Reihenhaus, Passage                                  | č. NKP: 802-1214/0 Stand des NKP: Name: DOM MEŠTIANSKY         |
| ja   | Datei hochladen | Bürgerhaus(sk) ObjektID: 802-1215/0                        | Alžbetina ul. 45 Standort KG: Stredné Mesto Konskr.Nr.: 631        | priechodový,radový                           | Reihenhaus, Passage                                  | č. NKP: 802-1215/0 Stand des NKP: Name: DOM MEŠTIANSKY         |
| ja   | Datei hochladen | Bürgerhaus(sk) ObjektID: 802-3592/0                        | Alžbetina ul. 47 Standort KG: Stredné Mesto Konskr.Nr.: 632,633    | nárožný                                      | Eckhaus                                              | č. NKP: 802-3592/0 Stand des NKP: Name: DOM MEŠTIANSKY         |
| ja   | Datei hochladen | Wohnhaus(sk) ObjektID: 802-3593/0                          | Alžbetina ul. 49 Standort KG: Stredné Mesto Konskr.Nr.: 646        | pavlačový,nárožný                            | Eckhaus, Vorhalle                                    | č. NKP: 802-3593/0 Stand des NKP: Name: DOM BYTOVÝ             |
| ja   | Datei hochladen | Bürgerhaus(sk) ObjektID: 802-3594/0                        | Alžbetina ul. 51 Standort KG: Stredné Mesto Konskr.Nr.: 649        | priechodový,radový                           | Reihenhaus, Passage                                  | č. NKP: 802-3594/0 Stand des NKP: Name: DOM MEŠTIANSKY         |
| ja   | Datei hochladen | Bürgerhaus(sk) ObjektID: 802-3595/0                        | Alžbetina ul. 53 Standort KG: Stredné Mesto Konskr.Nr.: 650        | prejazdový,radový                            | Reihenhaus, Passage                                  | č. NKP: 802-3595/0 Stand des NKP: Name: DOM MEŠTIANSKY         |
| ja   | Datei hochladen | Wohnhaus(sk) ObjektID: 802-3596/0                          | Alžbetina ul. 55 Standort KG: Stredné Mesto Konskr.Nr.: 653        | pavlačový,nárožný                            | Eckhaus, Passage                                     | č. NKP: 802-3596/0 Stand des NKP: Name: DOM BYTOVÝ             |
| ja   | Datei hochladen | Wohnhaus(sk) ObjektID: 802-3358/0                          | Bačíka J. ul. 1 Standort KG: Stredné Mesto Konskr.Nr.: 328         | radový; ŠOBA,nájomný dom                     | Reihenhaus, Mehrfamilienhaus                         | č. NKP: 802-3358/0 Stand des NKP: Name: DOM BYTOVÝ             |
| ja   | Datei hochladen | Wohnhaus(sk) ObjektID: 802-3361/0                          | Bačíka J. ul. 16 Standort KG: Stredné Mesto Konskr.Nr.: 324,976    | pavlačový,radový; nájomný dom                | Reihenhaus, Vorhalle, Mehrfamilienhaus               | č. NKP: 802-3361/0 Stand des NKP: Name: DOM BYTOVÝ             |
| ja   | Datei hochladen | Wohnhaus(sk) ObjektID: 802-3362/0                          | Bačíka J. ul. 18 Standort KG: Stredné Mesto Konskr.Nr.: 322        | pavlačový,nárožný; nájomný dom               | Reihenhaus, Vorhalle, Mehrfamilienhaus               | č. NKP: 802-3362/0 Stand des NKP: Name: DOM BYTOVÝ             |
| ja   | Datei hochladen | Verwaltungsgebäude(sk) ObjektID: 802-3359/0                | Bačíkova ul. 2 Standort KG: Stredné Mesto Konskr.Nr.: 59           | nárožná; banka                               | Eckhaus, Bank                                        | č. NKP: 802-3359/0 Stand des NKP: Name: BUDOVA ADMINISTRATÍVNA |
| ja   | Datei hochladen | Wohnhaus 1(sk) ObjektID: 802-3360/1                        | Bačíkova ul. 3 Standort KG: Stredné Mesto Konskr.Nr.: 240          | pavlačový,radový; Csapkayov dom              | Reihenhaus, Vorhalle, Haus Csapkay                   | č. NKP: 802-3360/1 Stand des NKP: Name: DOM BYTOVÝ I           |
| ja   | Datei hochladen | Wohnhaus 2(sk) ObjektID: 802-3360/2                        | Bačíkova ul. 5 Standort KG: Stredné Mesto Konskr.Nr.: 2589         | pavlačový,nárožný; Csapkayov dom             | Reihenhaus, Vorhalle, Haus Csapkay                   | č. NKP: 802-3360/2 Stand des NKP: Name: DOM BYTOVÝ II          |
| ja   | Datei hochladen | Wohnhaus(sk) ObjektID: 802-3368/0                          | Biela ul. 2 Standort KG: Stredné Mesto Konskr.Nr.: 262             | chodbový,nárožný; Poliklinika Košice-vidiek  | Doppelhaus, Eckhaus, Klinik Kosice-Land              | č. NKP: 802-3368/0 Stand des NKP: Name: DOM BYTOVÝ             |
| ja   | Datei hochladen | Bischofspalast(sk) ObjektID: 802-3420/0                    | Bočná ul. 2 Standort KG: Stredné Mesto Konskr.Nr.: 440             | radový                                       | Reihenhaus                                           | č. NKP: 802-3420/0 Stand des NKP: Name: PALÁC BISKUPSKÝ        |
| ja   | Datei hochladen | Bürgerhaus(sk) ObjektID: 802-1142/0                        | Bočná ul. 8 Standort KG: Stredné Mesto Konskr.Nr.: 407             | priechodový,radový                           | Reihenhaus, Passage                                  | č. NKP: 802-1142/0 Stand des NKP: Name: DOM MEŠTIANSKY         |
| ja   | Datei hochladen | Bürgerhaus(sk) ObjektID: 802-3421/0                        | Bočná ul. 10 Standort KG: Stredné Mesto Konskr.Nr.: 406            | nárožný; Penzión Uhorský dvor                | Eckhaus, Pension "Ungarische Gerechtigkeit"          | č. NKP: 802-3421/0 Stand des NKP: Name: DOM MEŠTIANSKY         |
| ja   | Datei hochladen | Stadtmauer mit Bastion(sk) ObjektID: 802-1049/14           | Čajkovského ul. Standort KG: Stredné Mesto Konskr.Nr.:             | kurtina s rondelom; Čajkovského bašta        | Kurtin mit Rondell, Tschaikowskybastion              | č. NKP: 802-1049/14 Stand des NKP: Name: MÚR HRADBOVÝ S BAŠTOU |
| ja   | Datei hochladen | Bürgerhaus(sk) ObjektID: 802-3366/0                        | Čajkovského ul. 1 Standort KG: Stredné Mesto Konskr.Nr.: 858       | nárožný                                      | Eckhaus                                              | č. NKP: 802-3366/0 Stand des NKP: Name: DOM MEŠTIANSKY         |
| ja   | Datei hochladen | Bürgerhaus(sk) ObjektID: 802-3367/0                        | Čajkovského ul. 4 Standort KG: Stredné Mesto Konskr.Nr.: 860       | radový,schodiskový; Gazdovská pivnica        | Reihenhaus, Treppe, landwirtschaftlicher Keller      | č. NKP: 802-3367/0 Stand des NKP: Name: DOM MEŠTIANSKY         |
| ja   | Datei hochladen | Säule mit Sockel(sk) ObjektID: 802-3370/1                  | Dominikánske nám. Standort KG: Stredné Mesto Konskr.Nr.:           | valcový                                      |                                                      | č. NKP: 802-3370/1 Stand des NKP: Name: STĹP S PODSTAVCOM      |
| ja   | Datei hochladen | Statuengruppe(sk) ObjektID: 802-3370/2                     | Dominikánske nám. Standort KG: Stredné Mesto Konskr.Nr.:           | sv.Trojica; Trojičný stĺp                    | heilige Dreifaltigkeit                               | č. NKP: 802-3370/2 Stand des NKP: Name: SÚSOŠIE-KÓPIA          |
| ja   | Datei hochladen | Umzäunung(sk) ObjektID: 802-3370/3                         | Dominikánske nám. Standort KG: Stredné Mesto Konskr.Nr.:           | kov,kameň                                    |                                                      | č. NKP: 802-3370/3 Stand des NKP: Name: OPLOTENIE S MREŽOU     |
| ja   | Datei hochladen | Bürgerhaus(sk) ObjektID: 802-3530/0                        | Dominikánske nám. 1 Standort KG: Stredné Mesto Konskr.Nr.: 423     | prejazdový,nárožný                           | Eckhaus, Passage                                     | č. NKP: 802-3530/0 Stand des NKP: Name: DOM MEŠTIANSKY         |
| ja   | Datei hochladen | Bürgerhaus(sk) ObjektID: 802-1144/0                        | Dominikánske nám. 3 Standort KG: Stredné Mesto Konskr.Nr.: 599     | priechodový,radový; Penzión,rešt.Villa Regia | Reihenhaus, Passage, Pension, Restaurant Villa Regia | č. NKP: 802-1144/0 Stand des NKP: Name: DOM MEŠTIANSKY         |
| ja   | Datei hochladen | Bürgerhaus(sk) ObjektID: 802-3363/0                        | Dominikánske nám. 4 Standort KG: Stredné Mesto Konskr.Nr.: 573     | priechodový,nárožný                          | Eckhaus, Passage                                     | č. NKP: 802-3363/0 Stand des NKP: Name: DOM MEŠTIANSKY         |
| ja   | Datei hochladen | Bürgerhaus(sk) ObjektID: 802-1145/0                        | Dominikánske nám. 5 Standort KG: Stredné Mesto Konskr.Nr.: 598     | radový                                       | Reihenhaus                                           | č. NKP: 802-1145/0 Stand des NKP: Name: DOM MEŠTIANSKY         |
| ja   | Datei hochladen | Bürgerhaus(sk) ObjektID: 802-1146/0                        | Dominikánske nám. 7 Standort KG: Stredné Mesto Konskr.Nr.: 597     | priechodový,radový                           | Reihenhaus, Passage                                  | č. NKP: 802-1146/0 Stand des NKP: Name: DOM MEŠTIANSKY         |
| ja   | Datei hochladen | Bürgerhaus(sk) ObjektID: 802-1147/0                        | Dominikánske nám. 9 Standort KG: Stredné Mesto Konskr.Nr.: 595     | radový,priechodový                           | Reihenhaus, Passage                                  | č. NKP: 802-1147/0 Stand des NKP: Name: DOM MEŠTIANSKY         |
| ja   | Datei hochladen | Bürgerhaus(sk) ObjektID: 802-1148/0                        | Dominikánske nám. 11 Standort KG: Stredné Mesto Konskr.Nr.: 594    | priechodový,radový                           | Reihenhaus, Passage                                  | č. NKP: 802-1148/0 Stand des NKP: Name: DOM MEŠTIANSKY         |
| ja   | Datei hochladen | Bürgerhaus(sk) ObjektID: 802-3369/0                        | Dominikánske nám. 13 Standort KG: Stredné Mesto Konskr.Nr.: 593    | sieňový,radový; Gréckokatolícky exarchát     | Vorhof, Reihenhaus, griechisch katholisches Exarchat | č. NKP: 802-3369/0 Stand des NKP: Name: DOM MEŠTIANSKY         |
| ja   | Datei hochladen | Bürgerhaus(sk) ObjektID: 802-1149/0                        | Dominikánske nám. 15-17 Standort KG: Stredné Mesto Konskr.Nr.: 783 | priechodový,radový+nárožný; Golem            | Reihenhaus, Passage+Eckhaus, Golem                   | č. NKP: 802-1149/0 Stand des NKP: Name: DOM MEŠTIANSKY         |
| ja   | Datei hochladen | Bürgerhaus(sk) ObjektID: 802-3364/0                        | Dominikánske nám. 19 Standort KG: Stredné Mesto Konskr.Nr.: 587    | prejazdový,radový                            | Reihenhaus, Passage                                  | č. NKP: 802-3364/0 Stand des NKP: Name: DOM MEŠTIANSKY         |
| ja   | Datei hochladen | Bürgerhaus(sk) ObjektID: 802-3365/0                        | Dominikánske nám. 25 Standort KG: Stredné Mesto Konskr.Nr.: 584    | prejazdový,radový                            | Reihenhaus, Passage                                  | č. NKP: 802-3365/0 Stand des NKP: Name: DOM MEŠTIANSKY         |
| ja   | Datei hochladen | Kirche(sk) Dominikanerkirche (Košice) ObjektID: 802-1126/2 | Dominikánske nám. 0 Standort KG: Stredné Mesto Konskr.Nr.: 589     | r.k.Nanebovzatia P.M.; dominikánsky          | römisch-katholische Kirche Mariä Himmelfahrt         | č. NKP: 802-1126/2 Stand des NKP: Name: KOSTOL                 |
| ja   | Datei hochladen | Wohnhaus(sk) ObjektID: 802-3371/0                          | Drevný trh 1 Standort KG: Stredné Mesto Konskr.Nr.: 811            | schodiskový,radový; Jenö udvar               | Reihenhaus                                           | č. NKP: 802-3371/0 Stand des NKP: Name: DOM BYTOVÝ             |
| ja   | Datei hochladen | Verwaltungsgebäude(sk) ObjektID: 802-3372/0                | Drevný trh 3 Standort KG: Stredné Mesto Konskr.Nr.: 814            | nájomný; nájomný dom                         |                                                      | č. NKP: 802-3372/0 Stand des NKP: Name: BUDOVA ADMINISTRATÍVNA |
| ja   | Datei hochladen | Kapelle(sk) ObjektID: 802-3661/0                           | Floriánska ul. Standort KG: Stredné Mesto Konskr.Nr.: 1366 (?)     | r.k.sv.Floriána; kaplnka sv.Floriána         | römisch-katholische Kapelle St. Florian              | č. NKP: 802-3661/0 Stand des NKP: Name: KAPLNKA                |
| ja   | Datei hochladen | Wohnhaus(sk) ObjektID: 802-3392/0                          | Františkánska ul. 5 Standort KG: Stredné Mesto Konskr.Nr.: 274     | pavlačový,nárožný                            | Eckhaus, Vorhalle                                    | č. NKP: 802-3392/0 Stand des NKP: Name: DOM BYTOVÝ             |
| ja   | Datei hochladen | Befestigungstor(sk) ObjektID: 802-1049/23                  | Standort KG: Stredné Mesto Konskr.Nr.: 51                          | stavebný komlex-Dolná brána                  | Unteres Tor                                          | č. NKP: 802-1049/23 Stand des NKP: Name: BRÁNA OPEVNENIA       |
| ja   | Datei hochladen | Schule mit Internat(sk) ObjektID: 802-3662/0               | Grešákova ul. 1 Standort KG: Stredné Mesto Konskr.Nr.: 1404        | chodbová,nárožná; SPŠ a OA,divadlo Thália    | Doppel-Eckhaus, zentrale techn. Fachschule und ?     | č. NKP: 802-3662/0 Stand des NKP: Name: ŠKOLA S INTERNÁTOM     |

## Legende
Die Tabelle enthält im Einzelnen folgende Informationen:
| Foto:                    | Fotografie des Denkmals. |
| Denkmal / č. ÚZPF:       | Die Übersetzung der Bezeichnung des Denkmals, wie sie vom Slowakischen Denkmalamt (Pamiatkový úrad Slovenskej republiky) verwendet wird. Die Originalbezeichnung ist unter dem Fragezeichen angegeben. Fehlt die Übersetzung, so wird die Originalbezeichnung direkt angezeigt. Weiters ist die Objekt-Identifikationsnummer (Objekt ID) angeführt. Sie ist die offizielle, in der Slowakei eindeutige Nummer č. ÚZPF inklusive der zugehörigen Zählnummer, wie sie in den Daten des Denkmalamtes angegeben wird. Da diese nur innerhalb eines Landkreises gezählt wird, ist dessen Nummer der Denkmalnummer vorangestellt. |
| Standort:                | Wenn in der Liste vorhanden, ist die Adresse angegeben. In Klammern kann sich noch eine zusätzliche Adresse befinden, wenn es beispielsweise ein Eckhaus ist. Bei freistehenden Objekten ohne Adresse (zum Beispiel bei Bildstöcken) ist eine Adresse angegeben, die in der Nähe des Objekts liegt. Durch Aufruf des Links Standort wird die Lage des Denkmals in verschiedenen Kartenprojekten angezeigt. Darunter sind die Katastralgemeinde (KG) und, wenn vorhanden, die Konskriptionsnummer (Konskr. Nr.) angegeben.                                                                                                   |
| Offizielle Beschreibung: | Es ist die Kurzbeschreibung auf Slowakisch, wie sie in den offiziellen Listen angegeben ist, eingetragen. |
| Beschreibung:            | Kurze Angaben zum Denkmal auf Deutsch. |
| Metadaten:               | Zusätzlich werden, wenn in den persönlichen Einstellungen das Helferlein Dauerhaftes Einblenden von Metadaten aktiviert ist, ebensolche angezeigt. |

- Karte mit allen Koordinaten:
- OSM |
- WikiMap